# Pseudoboa coronata
Pseudoboa coronata är en ormart som beskrevs av Schneider 1801. Pseudoboa coronata ingår i släktet Pseudoboa och familjen snokar. Inga underarter finns listade i Catalogue of Life.
Denna orm förekommer i Amazonområdet i norra och centrala Brasilien samt fram till regionen Guyana, Venezuela, sydöstra Colombia, östra Ecuador, östra Peru och nordöstra Bolivia. Arten lever i låglandet och i kulliga områden upp till 500 meter över havet. Pseudoboa coronata lever i tropiska fuktiga skogar och i angränsande landskap. Den kan vara dag- och nattaktiv. Födan utgörs av ödlor, små däggdjur och små fåglar. Honor lägger ägg.
För beståndet är inga hot kända. Hela populationen anses vara stabil. IUCN listar arten som livskraftig (LC).